# 青城文昌阁
青城文昌阁，又称魁星楼，位于中国山东省淄博市高青县青城镇，原青城縣縣城。现为全国重点文物保护单位。

## 历史沿革
文昌阁始建于清代。乾隆元年（1736年），64名文、武生员集资于青城十字街修筑 “文台”；乾隆二十年（1756年）建成文昌阁；道光二十一年（1841年），青城知县张维垣与当地乡绅联合捐资重修。文昌阁是古青城县“八景”之一，称“高阁晴霞”。
经过风雨剥蚀、地震撼摇和战争破坏，到1940年代中期，文昌阁已残破不堪，搖搖欲倾。抗日战争胜利后，为褒奖革命烈士，青城县政府拨款将文昌阁改建为烈士祠，1946年完工。“文化大革命”中，文昌阁又遭破坏。1979年，青城文昌阁成为县级文物保护单位。1981年8月，省拨款对文昌阁进行维修。1992年青城镇人民政府又组织重修，同年，文昌阁被公布为山东省文物保护单位。

## 建筑结构
文昌阁为塔式，楼基为砖石结构，楼基以上为三重檐木结构主体。
基座为正方形，高7米，边长10.8米，基座下为宽4米，高5.3米的十字形卷拱门洞，东西南北两条大道在楼底垂直交叉通过。
主体第一层以直径30厘米的圆柱支撑飞檐，二层为暗层，中间以砖砌四壁直达三层，绿瓦珠顶，楼通高20米，四个高高翘在空中的檐角，皆系有铜铃，微风吹动，“叮咚”悦耳。造型雄伟，工艺精湛。风清日丽时，在三层上往南可望邹平之黄山、青龙山，北可望黄河之水。